# IC 4372
IC 4372 је спирална галаксија у сазвјежђу Дјевица која се налази на листи објеката дубоког неба у Индекс каталогу.
Деклинација објекта је - 10° 53' 59" а ректасцензија 14h 5m 46,0s. Привидна величина (магнитуда) објекта IC 4372 износи 15,2 а фотографска магнитуда 16,0.